# کریستین گیمنز (بازیکن فوتبال، زاده ۱۹۷۴)
کریستین گیمنز (انگلیسی: Christian Giménez؛ زادهٔ ۱۳ نوامبر ۱۹۷۴) بازیکن فوتبال اهل آرژانتین است.
از باشگاه‌هایی که در آن بازی کرده‌است می‌توان به باشگاه فوتبال بوکا جونیورز، باشگاه فوتبال بازل، باشگاه فوتبال هرتابرلین، باشگاه فوتبال لوگانو، و باشگاه فوتبال المپیک مارسی اشاره کرد.